# Storie sulla sabbia
Storie sulla sabbia è un film del 1963 diretto da Riccardo Fellini.

## Trama
Film composto da tre episodi: 1) Francesca, 2) Anna, 3) Lucia
1. Una giornata al mare come tante, tra gente comune per la piccola Francesca di 4 anni.
2. Un pranzo di nozze.
3. I giovani ricchi e stanchi trascorrono la serata in un villaggio di pescatori. Lucia che, inizialmente, voleva abortire, cambierà idea.